# Дорога мертвих тіл
«Дорога мертвих тіл» (англ. «Deady Body Road») — обмежена серія коміксів з шести випусків, що видана американським видавництвом Marvel Comics. Серія написана письменником Джастіном Джорданом і художником Маттео Скалерою. Вона була анонсована на San Diego Comic-Con у 2013 році компанією Skybound Entertainment у співпраці з Image Comics і почала виходити в грудні того ж року. У червні 2014 року було випущено  видання серії в м'якій обкладинці, що містило збірку коміксів.

## Сюжет
Орсон Ґейдж жадає помсти. Вже постраждалий від руйнівної кар'єри правоохоронця, Ґейдж переходить від зламаної до зруйнованої, коли його дружину застрелили під час невдалого пограбування банку. Поки злочинне угрупування, яке здійснило це пограбування, зайняте боротьбою за криваву винагороду, Ґейдж шукає лише одного — відплати.

### Bad Blood
У 2020 році вийшло продовження мінісерії під назвою «Дорога мертвих тіл: Порочна кров» (англ. «Dead Body Road: Bad Blood»), в якому Брі Гейл намагається врятувати свого брата від місцевого кримінального авторитета Монка Сінклера. Він виходив протягом 6 випусків з червня по грудень 2020 року.

## Колекційні видання
| Назва                     | Випуски                        | Дата видання   | ISBN           |
| ------------------------- | ------------------------------ | -------------- | -------------- |
| Dead Body Road            | Dead Body Road #1–6            | 25 червня 2014 | 978-1632150479 |
| Dead Body Road: Bad Blood | Dead Body Road: Bad Blood #1–6 | 27 січня 2021  | 978-1534317215 |

## Оцінки
За даними агрегатора рецензій Comic Book Roundup, перша книжка отримала середню оцінку 8,3/10 на основі 70 індивідуальних рецензій на зібрані окремі випуски. Продовження серії отримало середню оцінку 7,9/10 на основі 26 індивідуальних рецензій на шість випусків.